# Chalcophaps
Chalcophaps is een geslacht van vogels uit de familie duiven (Columbidae).

## Soorten
Het geslacht kent de volgende soorten:
- Chalcophaps indica – Smaragdduif
- Chalcophaps longirostris – Pacifische smaragdduif
- Chalcophaps stephani – Stephans smaragdduif